# Matopo heterochroa
Matopo heterochroa är en fjärilsart som beskrevs av George Francis Hampson 1916. Matopo heterochroa ingår i släktet Matopo och familjen nattflyn. Inga underarter finns listade i Catalogue of Life.